# Saint-Laurent-l’Abbaye
Saint-Laurent-l’Abbaye település Franciaországban, Nièvre megyében. Lakosainak száma 216 fő (2022. január 1.). Saint-Laurent-l’Abbaye Saint-Martin-sur-Nohain, Saint-Andelain és Saint-Quentin-sur-Nohain községekkel határos.

## Népesség
A település népessége az elmúlt években az alábbi módon változott:
| Lakosok száma | 229  | 218  | 219  | 215  | 214  | 214  | 214  | 213  | 216  |
|               | 2013 | 2015 | 2016 | 2017 | 2018 | 2019 | 2020 | 2021 | 2022 |